# 蓋茨山
47°25′50″N 13°25′50″E / 47.43056°N 13.43056°E

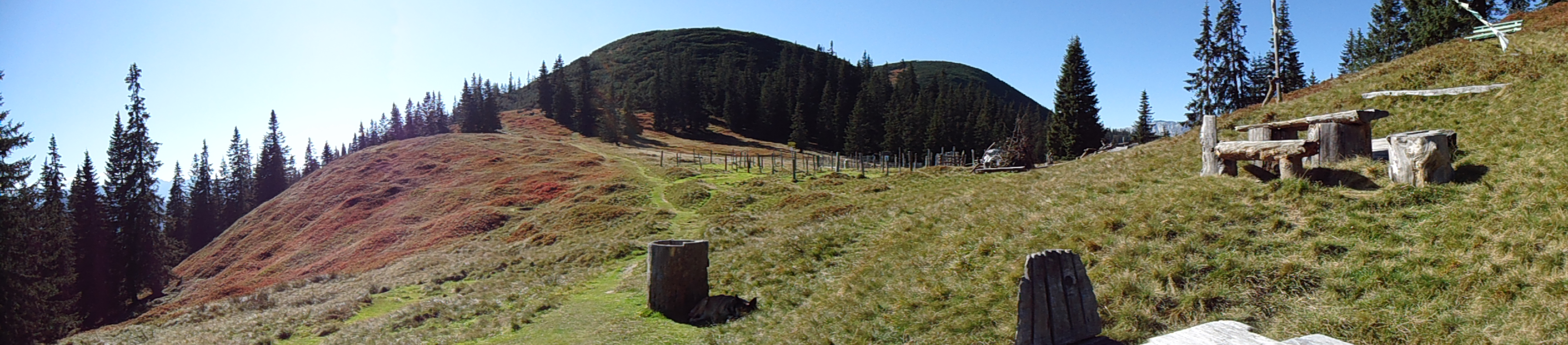

蓋茨山（德語：Gerzkopf），是奧地利的山峰，位於該國中部，由薩爾茨堡州負責管轄，屬於薩爾斯堡板岩阿爾卑斯山脈的一部分，海拔高度1,728米，每年平均降雨量2,176毫米。